# Блюменфельд, Герман Фаддеевич
Ге́рман Фадде́евич (Ге́ршон Фа́йтелевич) Блю́менфельд (21 августа (2 сентября) 1861, Херсон — 1920, Одесса) — правовед, адвокат, сенатор Российской империи (1917), педагог, историк права Восточной Европы.

## Биография
Гершон (Герман, Генрих) Блюменфельд родился 21 августа (по старому стилю) 1861 года в семье херсонского казённого раввина (1859—1896), потомственного почётного гражданина Файтеля (Фаддея Григорьевича) Блюменфельда (1826 — 1 декабря 1896), выпускника Житомирского раввинского училища (1859), первого казённого раввина еврейских земледельческих колоний Херсонской губернии (1871—1896). Мать — Шпринца Блюменфельд. В 1879 году окончил 1-ю Херсонскую гимназию, в 1883 году — юридический факультет Новороссийского университета со степенью кандидата. Сотрудничал в «Восходе».
В 1887—1917 годах — помощник присяжного поверенного и присяжный поверенный (1905) округа Одесской судебной палаты.
Один из студентов Блюменфельда, Аминодав Шполянский, позднее известный под псевдонимом Дон-Аминадо, спустя четыре десятка лет вспоминал своего учителя, который имел не только нрав в высшей степени демократический, но и был, в известном смысле, душой местной молодёжи. Обаятельный и ранимый человек, полный доброты, он слегка скрывал свою натуру за выдуманной маской «канцелярской крысы»: брюзги, буки, ворчуна и недотроги, тем не менее, в его гостеприимный дом можно было прийти в любой момент, он был в полном смысле слова открыт для всех.

Клиенты, просители, товарищи по сословию, а в особенности молодые помощники присяжных поверенных, и «наш брат студент», приходили почём зря и когда угодно, спорили, курили, без конца пили чай, безжалостно уничтожали пирожные от Фанкони, рылись в замечательной блюменфельдовской библиотеке, а потом наперебой задавали Буке бесконечные вопросы по гражданскому праву, по уголовному праву, требовали рассмотрения каких-то невероятных сложных казусов, бесцеремонно настаивали на немедленной дискуссии, одним словом, как говорил сам Г. Ф., устраивали параллельное отделение юридического факультета, и извлекали из-под скэтинг-ринга, ― это непочтительное наименование сократовой лысины будущего сенатора укоренилось быстро и окончательно, ― не мало настоящих знаний, а порой и откровений, которыми восполнялись неимоверные пробелы незадачливой официальной науки.— Дон-Аминадо, «Поезд на третьем пути» (1954 г.)
Яркий человек и учёный острого ума, Герман Блюменфельд щедро рассыпал вокруг себя афоризмы, определения, мнения и характеристики, меткие острые слова, исполненные беспощадной иронии, но и, одновременно, доброты и снисходительности. Его многочисленные «bon mots» переходили из уст в уста и составляли часть одесской научной речи, прежде всего, в среде юристов и историков-цивилистов. Автор трудов по истории гражданского права в Бессарабской губернии.
После Февральской революции в мае—ноябре 1917 года Герман Блюменфельд был сенатором Гражданского кассационного департамента Правительствующего Сената; в ноябре вышел в отставку. Октябрьская революция, а затем гражданская война на Украине стали настоящей катастрофой для стареющего учёного. По-своему конец его жизни можно назвать типичным для того времени. 
В 1920 году Герман Блюменфельд умер голодной смертью, от цинги.

## Семья
- Жена — Елизавета Иосифовна Блюменфельд (урождённая Финкельштейн, 1868—?), из купеческой семьи села Серогозы Мелитопольского уезда Таврической губернии, выпускница херсонской Мариинской гимназии.
  - Сын — Владимир Германович Блюменфельд (16 апреля 1894 — ?)[13], правовед, автор «Сборника решений буржуазных судов по советским имущественным спорам» (с М. А. Плоткиным, 1932), сотрудник НКИД; первый муж актрисы Рины Зелёной[14].
  - Дочь — Надежда Германовна Блюменфельд (в замужестве Гинзбург, 29 ноября 1890 — 1970)[15], актриса, переводчик и театральный художник; была замужем за режиссёром и драматургом Виктором Типотом, их дочь — прозаик и публицист Н. В. Соколова.
  - У него были также дочери Александра (1893) и Евгения (1897)[16].
- Брат[17] — Давид Файтелевич (Фаддеевич) Блюменфельд (23 июня 1892 — 8 апреля 1938, расстрелян), историк, правовед[18]; выпускник (1916), позже научный сотрудник кафедры гражданского права Императорского Новороссийского университета (Одесса, 1916—1922), заведующий экономико-правовым отделом Управления НКИД УССР в Одессе, секретарь консульского отдела полпредств УССР и СССР в Германии, затем в Австрии, начальник сектора бесперегрузочных и вагонных сообщений НКПС, ревизор валютного отдела Наркомата финансов СССР[19].
- Племянник (сын сестры — музыкального педагога Натальи Фаддеевны Гефтер, 1888—1941, расстреляна) — Михаил Яковлевич Гефтер, философ.

## Избранные труды
Источник — Электронные каталоги РНБ
- Блюменфельд Г. Ф. Дело Синадино с Греческим королевством : Объяснение на кассац. жалобу. — Одесса : тип. газ. «Одес. новости», 1909. — 27 с.
- Блюменфельд Г. Ф. Из истории русской цивилистики до свода законов. В. Г. Кукольник (К столетию его «Начальных оснований российского частного гражданского права»). — СПб. : тип. т-ва «Обществ. польза», 1913. — 49 с.
- Блюменфельд Г. Ф. К вопросу о землевладении в древней России. — Одесса : тип. П. А. Зелёного, 1884. — 348 с.
- Блюменфельд Г. Ф. Крымско-татарское землевладение. (Ист.-юрид. очерк). — Одесса : тип. «Одес. вестн.», 1888. — 116 с.
- Блюменфельд Г. Ф. Наследование в авторском праве : Речь, произнес. в годич. заседании Одес. юрид. о-ва в 1890 г. — Одесса : тип. «Одесск. листка», 1891. — 21 с.
- Блюменфельд Г. Ф. О падших детях и обществах патроната : Речь, произнес. в годич. заседании Одес. юрид. о-ва 19 февр. 1887 г. — Одесса : тип. «Одес. вестн.», 1888. — 26 с.
- Блюменфельд Г. Ф. О формах землевладения в древней России. — Одесса : тип. П. А. Зелёного, 1884. — 356 с.
- Блюменфельд Г. Ф. Объяснение с апелляционными требованиями. В Одес. судеб. палату поверенного нач. Одес. карант. округа … канд. прав. Германа Блюменфельда по делу итальянско-подданной Марии Леонтьевой Мокко… — Одесса : тип. А. Шульце, ценз. 1888. — 20 с.
- Блюменфельд Г. Ф. «Передел» наследства. — СПб. : тип. т-ва «Обществ. польза», 1914. — 44 с.
- Блюменфельд Г. Ф. К истории фамильного фидеикомисса в римском и византийском праве // Журнал Министерства юстиции № 3, март 1912. — С. 116—150